# Namizna igra
Namizna igra je družabna igra, ki se jo igra na mizi ali podobni ravni površini.

## Tipične značilnosti namiznih iger
Eno namizno igro običajno igra več ljudi hkrati. Pri njih se pogosto uporablja kocko in karte.
Igre, ki se igrajo na posebni igralni plošči, se imenujejo igre na deski. Skoraj vse namizne igre so strateške (npr. pri vojaški namizni igri se ne mečuje igralec osebno, temveč po igralni plošči le razporedi vojake). Obstaja veliko takšnih namiznih iger (npr. Potapljanje ladjic), za katere ni treba kupiti igralne plošče; tako igro se zlahka nariše na papir.

## Zgodovina namiznih iger
Ena prvih priznanih namiznih iger je bila šah. Ta igra je znana tudi kot kraljevska igra. Kmalu nato se je pojavila namizna igra Špansa (bolj znana kot Mlin), ter Človek ne jezi se. Bolj miselne, poslovne ter vojaško osvajalne namizne igre so se pojavile v 20. stoletju (primer: Risk, Monopoli). Namizne igre običajno nastajajo po avtorjevi lastni zamisli, včasih pa tudi po filmu ali knjigi (npr. Gospodar prstanov).

## Nekateri znani avtorji namiznih iger
- Reiner Knizia